# EMANNzipation
eMANNzipation ist ein deutsches Filmdrama von Philipp Müller-Dorn. Der Film hatte seine Weltpremiere am 25. Oktober 2011 beim  Kansas International Film Festival, bei dem er auch den Publikumspreis gewann.
Müller-Dorn hatte die Idee zu diesem Film im Jahr 2006, nachdem er einen Zeitungsartikel über ein Männerhaus in Hamburg las. Da es sich jedoch als schwierig erwies, Männer zu finden, die bereit waren über ihre häuslichen Missbrauchserfahrung zu berichten, dauerte die Recherche zu eMANNzipation wesentlich länger als geplant. Das Drehbuch wurde daher erst 2009 fertig gestellt, die Dreharbeiten fanden im Juli und August 2010 in Berlin und Guxhagen (Nordhessen) statt.
Von 2012 bis 2020 war eMANNzipation als DVD und Bluray in den USA erhältlich. Seit Herbst 2021 ist eMANNzipation auf den Streaming-Plattformen Amazon Video, Apple TV, Google Play, Microsoft Store in 56 Ländern zu sehen.

## Besetzung
- Urs Stämpfli als Dominik
- Frances Heller als Angela
- Michael Schwager als Holger
- Roland Avernard als Gregor
- Anna Görgen als Belinda
- Peer Alexander Hauck als Lukas
- Jan Marc Kochmann als Andreas
- Ulrich Meyer als Diplom-Psychologe Bohr
- Hans Ulrich Laux als Horst
- Yannik Burwiek als Dylan

## Handlung
Dominik Liebmann ist ein Mann, der alles verloren hat: Seine Frau, seinen Job, das Sorgerecht für seinen Sohn, seine Wohnung und auch seinen Stolz. Finanziell und emotional am Ende betritt er das erste Männerhaus Berlins. Hier begegnet er Heimleiter Holger und den anderen Mitgliedern des Hauses.
Er freundet sich mit Horst an, dem arbeitslosen LKW-Fahrer, der von seiner Frau terrorisiert wurde und überraschend nahe am Wasser gebaut ist. Mit im Männerhaus wohnen der ‚One-Hit-Wonder-Romanautor’ Gregor, der mit seinem Ordnungsfimmel im Männerhaus immer wieder Diskussionen entfacht; Andreas, der harmoniesüchtige Ex-Banker und Alkoholiker; sowie Lukas der schwule Klavierlehrer, der von seinem Freund geschlagen wurde.
Um das Sorgerecht für seinen Sohn Dylan beantragen zu können, braucht Dominik ein positives psychologisches Gutachten. Trotz anfänglichem Sträuben nimmt er deshalb an therapeutischen Gruppensitzungen teil, in denen die anderen Männerhaus-Bewohner mehr über Dominiks schwere Vergangenheit erfahren.

## Rezeption
Die Kritiken für eMANNzipation  waren positiv. Robert Butler von butlercinamescene.com hält ihn für einen der besten Filme beim Kansas International Film Festival.  Erin Tuttle vergleicht seine visuellen Stil mit Filmen von Jean-Pierre Jeunet. Amos Lassen lobt das Schauspiel als „wunderbar“ und nennt eMANNzipation „(…) einen Film, der einem wirklich die Augen öffnet“.

## Preise

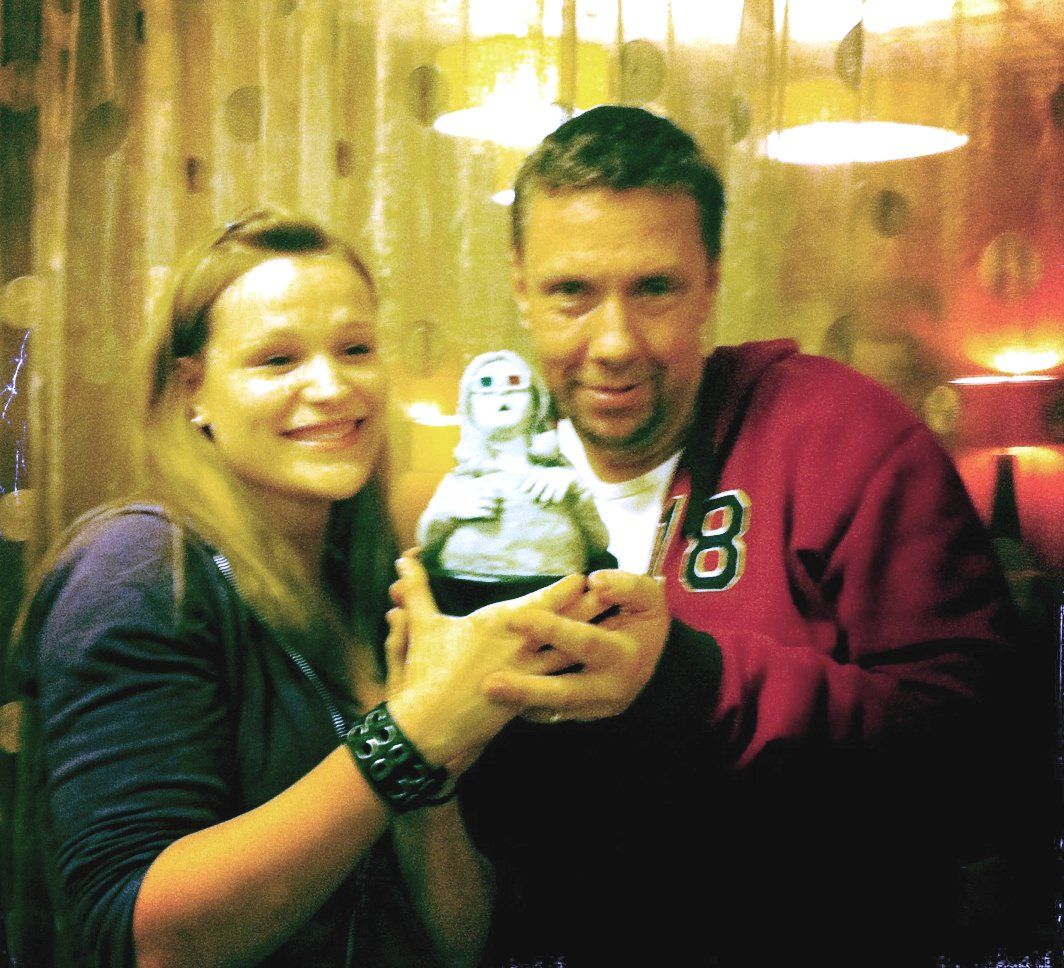
Darstellerin Frances Heller und Regisseur Philipp Müller-Dorn erhalten den Publikumspreis beim Kansas International Film Festival

- GEWINNER Publikumspreis, Kansas International Film Festival[5]
- GEWINNER Bester Drama-Film, IFS Film Festival Hollywood[6]
- GEWINNER Excellence Award, Rincon International Film Festival Puerto Rico[7]
- GEWINNER Bester Ausländischer Film, New York Winter Film Awards[8]
- GEWINNER Bester Schauspieler Urs Stämpfli, New York Winter Film Awards[9]
- GEWINNER Bester Ausländischer Film, International Festival of World Cinema, Kent, England
- GEWINNER Award of Merit, Lucerne International Film Festival, Switzerland[10]
- GEWINNER Bronze Bulb, Excellence in Indie Filmmaking, Vegas Independent Film Festival
- GEWINNER Director’s Choice Award, Litchfield Hills Film Festival, Kent, Connecticut
- GEWINNER Indie Auteur Medallion for Excellence, Bare Bones Film Festival, Oklahoma[11]
- NOMINIERT Best Director: Philipp Müller-Dorn, International Festival of World Cinema, Kent, England
- NOMINIERT Best Cinematography: Mathias Geck, International Festival of World Cinema, Kent, England
- HONORABLE MENTION 60° N International Film Festival, Norway
- HONORABLE MENTION Los Angeles Arthouse Film Festival, USA
- OFFICIAL SELECTION Oaxaca Film Festival, Mexico[12]
- OFFICIAL SELECTION Palm Beach International Film Festival, USA
- OFFICIAL SELECTION Victoria TX Film Festival, USA
- OFFICIAL SELECTION Boston International Film Festival, USA